# Île aux Cochons
L’île aux Cochons è un'isola disabitata appartenente all'arcipelago subantartico delle Crozet.
L'isola fa parte del gruppo occidentale dell'arcipelago, del quale è la più importante. Di forma pressoché circolare, misura circa 6 km di diametro. Il punto più alto, situato al centro dell'isola, il monte Richard-Foy è il cratere principale del vulcano e raggiunge i 770 metri. Il litorale è difficilmente accessibile tranne che nei pressi di cap Verdoyant.

## Storia
Il nome dell'isola (in italiano Isola dei Maiali) è stato dato dai cacciatori di foche americani che ne frequentavano le spiagge e che vi introdussero nel 1820 dei maiali per il loro sostentamento e quello di eventuali naufraghi.
Il 25 luglio 1825, la goletta francese l'Aventure partita dall'île Maurice per una campagna di caccia alle Crozet incontrò una forte tempesta e, a corto d'acqua, inviò sull'Île aux Cochons 9 uomini. Col peggiorare del tempo, gli uomini furono abbandonati a terra mentre l'imbarcazione era già stata spinta fino all'Île de l'Est dove si ruppe (come narrato nel racconto di Guillaume Lesquin Trois naufrages pour trois îles, 1998). I naufraghi dell'Île aux Cochons furono recuperati solo nel gennaio del 1827 dal Cape Packet che aveva tratto in salvo, qualche giorno prima, anche il resto dell'equipaggio naufragato all'Île de l'Est. Nel 1880 la nave britannica Comus portò sull'isola un deposito di viveri, poi rinnovato dall'aviso francese la Meurthe.
Nella notte tra l'8 e il 9 marzo 1887, il veliero di 450 tonnellate Tamaris proveniente da Nantes urtò una scogliera dell'Île des Pingouins ed affondò a tre miglia a sud-ovest di quest'isola. I 13 naufraghi, a bordo di una canoa, raggiunsero l'île aux Cochons l'11 marzo ed utilizzarono il deposito di alimenti del Comus. Il 4 agosto un marinaio decise di incidere un messaggio su una lamina di metallo ricavata da una scatoletta di cibo e di affidarla ad un albatros: «13 naufragés sont réfugiés sur les îles Crozet. Au secours pour l'amour de Dieu ! 11 août 1887». L'uccello fu trovato il 25 settembre a Fremantle in Australia, a 5.700 chilometri di distanza.
Il ministero francese delle Colonie, allertato, ordinò all'aviso la Meurthe (comandato dal tenente Richard Foy) di stanza in Madagascar, di soccorrere i naufraghi del Tamaris. La Meurthe raggiunse l'isola il 2 dicembre, dove constatò che l'equipaggio del Tamaris, ormai a corto di viveri, aveva lasciato l'isola il 30 settembre a bordo della loro canoa, diretto all'Île de la Possession, che non raggiunse mai.
Dal 1887, ad eccezione di qualche breve soggiorno di cacciatori di foche non identificati e di rapide missioni d'esplorazione commissionate dal TAAF, l'isola non è mai stata permanentemente abitata.

## Vulcanologia
Lo studio vulcanologico dell'isola è stato effettuato nel 1981 da G. Boudon.
L'île aux Cochons è uno stratovulcano di tipo centrale (come le isole Amsterdam e Saint-Paul). L'attuale struttura è venuta a formarsi nel corso di due fasi di attività vulcanica:
- La fase antica è rappresentata da depositi di 400 metri di spessore di rocce freatomagmatiche intercalate a colate laviche di un metro di spessore. Queste formazioni si possono osservare lungo le faglie nelle scogliere orientate a ENE-OSO nella parte settentrionale dell'isola (I cinque giganti) e a SSE-NNO nella parte meridionale (Punta Sud).
- La fase recente è rappresentata da colate laviche provenienti dal cratere centrale (mont Richard-Foy), che è una piccola caldera assiale aperta a sud. Inoltre, numerosi coni di scorie (una sessantina) si sono allineati a delle fratture radiali di 40°, 70°, e 160°. Alcuni di questi coni avventizi hanno una struttura tipica di maar con depositi di ialoclastite. Questo fenomeno vulcanico risale almeno a 5.500 anni fa.

La frequenza delle attività vulcaniche dell'île aux Cochons è tale che l'isola sia classificata tra i vulcani potenzialmente attivi.

## Fauna
La fauna è essenzialmente composta di uccelli marini della famiglia Diomedeidae, da pinguini e mammiferi marini come le otarie e gli elefanti marini del sud.
Una colonia molto importante di pinguini reali (Aptenodytes patagonicus), abita sul fianco del vulcano nei pressi di cap Verdoyant.

## Vedi anche
- Elenco delle isole antartiche a nord dei 60° S